# Tuja
Tuja eller vanlig tuja (Thuja occidentalis) är ett  barrträd i familjen cypressväxter. Det växer inte vilt i Sverige men är mycket vanlig i parker och trädgårdar. Tuja kallas ibland "livsträd".

## Beskrivning
Stammen löper rak och lodrät från marken till toppen. Huvudgrenarna sträcker sig vågrätt ut från stammen eller något hängande. Barken är ljusgrön först och blir rödbrun när den är lite äldre. När den är ännu äldre spricker den upp i långa smala fåror mellan avfallande remsor. Knopparna syns inte och lövverket består av flata skottsystem med breda fjällika barr. 

## Plantering
Thuja occidentalis växer i naturen fuktigt och bör heller inte i odling planteras för torrt, även om den är anpassningsbar. Tujaväxten kan sprida eldslågor och bör därför ej vara placerad nära husfasader.[källa behövs]

## Beskärning
En barrväxt bör egentligen "putsas" snarare än beskäras. Putsning hänvisar till att ta bort topparna av grenarna. Detta är det bästa sättet att bibehålla en tuja. Man ska inte klippa tillbaka ända ner till veden, då de resulterande kala fläckarna inte kommer att producera nya skott. Det är bäst att bestämma önskad form och storlek i förväg, så man inte väntar tills häcken blivit för stor innan man trimmar den. Klipp grenarna på tujan några centimeter djupare än önskad storlek, men inte mer än 5 cm djupare. Om man avstår från att beskära ett år, kommer häcken att växa mer än 5 cm. Detta betyder att häcken kan fortsätta växa utan att behöva någon drastisk beskärning.
Tujan behöver inte omfattande beskärning förrän andra eller tredje året. Den bästa tiden att beskära är i september och man bör inte beskära på en varm, solig dag, då detta kan orsaka växten brännskador.
I mars kan man beskära tujan efter att ha tagit bort alla döda eller frostskadade grenar. Man klipper tillbaka dessa till levande ved, men inte för djupt. Barrväxten kommer då snabbt att återhämta sig. 

## Användning
Tujan används inom folkmedicinen som medel mot vårtor. Tujatinktur anses verksam inte bara mot vårtor utan rekommenderas även som motmedel mot papillom och kondylom. Använd växtdel är årsskotten. För invärtes bruk avråds från användning av tujan, som kan ge illamående, kräkningar, hjärtklappning och i svårare fall leverskador.

## Sorter
Detta är ett urval av ett stort antal sorter som finns. Det lär finnas ca 300 odlingsformer av Thuja occidentalis.
- Thuja occidentalis 'Brabant'
- Thuja occidentalis 'Colombia'
- Thuja occidentalis 'Danica'
- Thuja occidentalis 'Elegantissima'
- Thuja occidentalis 'Falke'
- Thuja occidentalis 'Fastigiata'
- Thuja occidentalis 'Globosa'
- Thuja occidentalis 'Golden Globe'
- Thuja occidentalis 'Holmstrup'
- Thuja occidentalis 'Holmstropii'
- Thuja occidentalis 'Little Champion'
- Thuja occidentalis 'Little Giant'
- Thuja occidentalis 'Pyramidalis Aurea'
- Thuja occidentalis 'Recurva Nana'
- Thuja occidentalis 'Rheingold'
- Thuja occidentalis 'Smaragd'
- Thuja occidentalis 'Smaragd Variegata'
- Thuja occidentalis 'Sunkist'
- Thuja occidentalis 'Tiny Tim'
- Thuja occidentalis 'Woodwardii'
- Thuja occidentalis 'Yellow Ribbon'